# Pinnularia sudetica
Pinnularia sudetica (Hilse) Hilse w Rabenhorst 1861 – gatunek okrzemek występujących w wodach płynących. Opisany w roku 1860 w "Hilse, W. (1860). Beiträge zur Algen- und Diatomeen-Kunde Schlesiens, insbesondere Strehlens. Jahresbericht des Akademischen Naturwissenschaftlichen Vereins zu Breslau, 1860".

## Morfologia
Okrzemki linearno-eliptyczno-lancetowate ze słabo wypukłymi krawędziami. Końce nieco klinowato zwężone, pozbawione wygięcia. Osobniki o rozmiarach 45–90 μm długości i 9–12 μm szerokości, stosunek długość/szerokość 5–7,5. Prążki 11–14 w 10 μm, w środku promieniste, ku końcom konwergentne. 
Pole osiowe w środku osiąga powyżej jednej czwartej, do połowy szerokości okrywy. Pole środkowe zmienne, od lancetowatego pola osiowego niewyodrębnione lub jako asymetryczna poprzeczna fascia sięgająca krawędzi. Szczeliny rafy wąsko równoległe, zewnętrzna szczelina zagięta ku bocznie zakrzywionym w kształcie kropli porom środkowym.

## Ekologia
Gatunek słodkowodny, element fitobentosu. Ekologia słabo poznana. W polskim wskaźniku okrzemkowym do oceny stanu ekologicznego rzek (IO) uznany za gatunek referencyjny dla rzek o podłożu krzemianowym. Przypisano mu wartość wskaźnika trofii równą 1,3, co odpowiada preferencjom do wód niezanieczyszczonych.

## Występowanie
Pinnularia sudetica jest przykładem szeroko rozprzestrzenionego gatunku, który rzadko występuje w Europie środkowej. Mimo to w górach, na skałach krzemianowych, lokalnie może występować bardzo licznie, np. w Sudetach w antropogenicznie niezaburzonych siedliskach oligo- do dystroficznych.
Występuje w Europie, Azji i Ameryce Północnej oraz na Azorach.

## Gatunki podobne
Pinnularia persudetica Krammer jest znana tylko ze Skandynawii. Pinnularia rupestris żyje głównie w ombrotroficznych kompleksach torfowisk wysokich. Jej pole osiowe jest węższe, maksymalnie jedna czwarta (zamiast do połowy) szerokości okrywy zaś prążki są przeciętnie węziej ustawione, 12–13 (zamiast 9–13) w 10 μm. Kształty okryw są linearno-eliptyczne i nie wykazują ukierunkowania ku eliptyczno-lancetowatym. Pinnularia sudetica w dawnych czasach traktowana była także jako odmiana Pinnularia viridis (włączając P. viridiformis).